# Azul Moderno
Azul Moderno é o terceiro álbum de estúdio da cantora e compositora Luíza Lian, lançado em 27 de setembro de 2018 nas plataformas digitais.
O disco recebeu o prêmio de melhor disco nacional de 2018 pela APCA, além de um Prêmio Multishow 2018 de gravação do ano, e foi eleito o 7º melhor disco brasileiro de 2018 pela revista Rolling Stone Brasil.

## Lista de faixas
| N.º | Título               | Compositor(es)           | Duração |  |
| 1.  | "Vem Dizer Tchau"    | Luíza Lian / Leda Cartum | 4:01    |  |
| 2.  | "Mil Mulheres"       | Luíza Lian               | 3:45    |  |
| 3.  | "Sou Yabá"           | Luíza Lian               | 3:01    |  |
| 4.  | "Mira"               | Luíza Lian               | 4:01    |  |
| 5.  | "Iarinhas"           | Luíza Lian / Leda Cartum | 3:28    |  |
| 6.  | "Pomba Gira Do Luar" | Luíza Lian               | 4:27    |  |
| 7.  | "Geladeira"          | Luíza Lian / Leda Cartum | 3:24    |  |
| 8.  | "Notícias Do Japão"  | Luíza Lian / Leda Cartum | 2:54    |  |
| 9.  | "Santa Bárbara"      | Luíza Lian               | 3:27    |  |
| 10. | "Azul Moderno"       | Luíza Lian               | 3:55    |  |